# ألبرت أ. بوث
ألبرت أ. بوث هو سياسي أمريكي، ولد في 17 أكتوبر 1850، وتوفي في 7 يونيو 1914. نشط حزبياً في الحزب الجمهوري.